# Ralph E. Kleinman
Ralph Ellis Kleinman (* 27. Juli 1929 in der Bronx, New York City; † 23. Februar 1998 in Newark, Delaware) war ein US-amerikanischer Mathematiker.

## Leben
Ralph E. Kleinman wuchs in Lindenhurst an der südlichen Küste Long Islands und in Forest Hills im New Yorker Stadtteil Queens auf. Er studierte Ende der 1940er Mathematik an der New York University und der University of Michigan; den Master of Arts erwarb er 1951. Nach seinem Wehrdienst und einigen Jahren am Radiation Laboratory der University of Michigan erhielt er ein Fulbright-Stipendium und ging an die Technische Universität Delft in den Niederlanden, wo er 1961 mit der Schrift Integral Representations of Solutions of the Helmholtz Equation with Application to Diffraction by a Strip promoviert wurde. Nach seiner Rückkehr arbeitete er wieder am Radiation Laboratory in Michigan, wo er sich mit der mathematischen Beschreibung von Streuprozessen und der Ausbreitung von Wellen beschäftigte. 1968 ging er nach Newark an die University of Delaware, wo er später Professor of Mathematical Sciences wurde und 1988 das Center for the Mathematics of Waves gründete, dessen Direktor er bis zu seinem Tode war.
Hauptschwerpunkt von Kleinmans Arbeit war die Anwendung von Integralgleichungen auf Streuprozesse und die Wellenausbreitung sowie damit verbundene Inverse Probleme. Hervorzuheben sind dabei die Arbeiten mit Peter van den Berg von der Technischen Universität Delft zu inversen Streuproblemen und die von ihnen entwickelte Rekonstruktionsmethode der Modified Gradient Technique.

## Werke (Auswahl)
- Electromagnetic scattering by a linearly oscillating target. Air Force Cambridge Research Laboratories, Air Force Systems Command, United States Air Force, 1975.
- mit Peter van den Berg: A modified gradient method for two- dimensional problems in tomography. In: Journal of Computational and Applied Mathematics. Vol. 42, Nr. 1, 1992, S. 17–35, doi:10.1016/0377-0427(92)90160-Y
- mit Peter van den Berg: An Extended Range Modified Gradient Technique for Profile Inversion. Technische Universiteit Delft, Faculteit der Elektrotechniek, Delft 1992 (PDF).
- mit Peter van den Berg: A total variation enhanced modified gradient algorithm for profile reconstruction. In: Inverse Problems. Vol. 11, Nr. 3, 1995, L5, doi:10.1088/0266-5611/11/3/002
- mit Peter van den Berg: Gradient Methods in Inverse Acoustic and Electromagnetic Scattering. In: Lorenz T. Biegler u. a. (Hrsg.): Large-Scale Optimization with Applications. Springer, 1997, ISBN 978-1-4612-7357-8, S. 173–194.
- mit George Dassios: Low Frequency Scattering. Oxford Univ. Press, New York 2000, ISBN 978-0198536789.